# كريستينا موتشي
كريستينا موتشي (ولدت في 24 يناير 1949) كاتبة وصحافية أرجنتينية. تدير منذ عام 1987 وتنتج البرنامج التلفزيوني المجانين السبعة المخصص لنشر الكتب والثقافة. وهي مؤلفة كتب عن الكتاب الأرجنتينيين ، مثل ليوبولدو لوجونيس  وثلاث نساء من الأدب الأرجنتيني من الخمسينيات إلى الستينيات من القرن الماضي: مارتا لينش ، وسيلفينا بولريتش ، وبياتريز جيدو .

## حياة مهنية
حصلت كريستينا موتشي على إجازة في القانون من الجامعة البابوية الكاثوليكية في الأرجنتين . عملت كصحفية ثقافية في صحيفتي الصوت. و السبب في ذلك حيث كانت محررة للصفحة الثقافية ، بالإضافة إلى نشر مقالات في مجلات وصحف مثل بوق و الأمة. .
منذ عام 1987 ، كانت تدير البرنامج التلفزيوني Los siete locos ،  المكرس لنشر الكتب والثقافة ، والذي فازت عنه بأربع جوائز مارتين فييرو . استضافت برنامج (لقاءات) الذي أخرجه أوسكار بارني فين ، وكتبت سيناريوهات لبرامج عن فيكتوريا أوكامبو وسيلفينا أوكامبو لدورة DNI والخاصة حول الذكرى العشرين لوفاة جوليو كورتازار .

## الجوائز والأوسمة
- جوائز مارتين فييرو (1995 ، [4] 1996 ، [5] 1998 ، [6] 2002 [7] )
- جائزة APTRA للوظائف الخاصة [8]
- 1998 جائزة خوليو كورتازار من غرفة الكتاب الأرجنتينية [9]
- أعلن وزير الثقافة ومجلس النواب لوس سيتى لوكوس ذات الأهمية الثقافية
- 2007 جائزة كونيكس للأدب [10][11]
- ميدالية الذكرى المئوية الثانية لعام 2010 من مدينة بوينس آيرس [12]

## المنشورات
- Voces de la Cultura argentina ، El Ateneo ، 1997 ،(ردمك 9789500284721)
- لا سينورا لينش ، سيرة الكاتبة مارتا لينش ، Grupo Editorial Norma ، 2000 ،(ردمك 9789879334843)
- ديفينا بياتريس ، سيرة الكاتبة بياتريس جيدو ، 2002 ،(ردمك 978-9875450707) [13]
- La Gran Burguesa ، سيرة الكاتبة Silvina Bullrich ، Grupo Editorial Norma ، 2003 ،(ردمك 9789875451285)
- Pensar la Argentina ، Grupo Editorial Norma ، 2006 ،(ردمك 9789875453791)
- Leopoldo Lugones، los escritores y el poder ، Ediciones B، 2009،(ردمك 9789876271233) [14]

## روابط خارجية
- الموقع الرسمي
 باللغة الإسبانية